# László Seregi
Dans le nom hongrois Seregi László, le nom de famille précède le prénom, mais cet article utilise l’ordre habituel en français László Seregi, où le prénom précède le nom.
László Seregi, né le 12 décembre 1929 à Budapest en Hongrie et mort le 11 mai 2012 à Budapest, est un danseur et chorégraphe hongrois.

## Biographie
Formé aux danses traditionnelles et à la danse classique au Collège des arts industriels de Budapest, il entre à l'Opéra de Budapest en 1957 dont il devient maître de ballet en 1967 et directeur en 1977 (jusqu'en 1984).

## Principales chorégraphies
- 1968 : Spartacus
- 1970 : Le Prince de bois
- 1972 : Sylvia
- 1975 : Le Cèdre
- 1981 : Le Mandarin merveilleux
- 1989 : Roméo et Juliette
- 1989 : Songe d'une nuit d'été
- 1994 : La Mégère apprivoisée